# Leptobrachella brevicrus
Leptobrachella brevicrus é uma espécie de anfíbio da família Megophryidae.
Pode ser encontrada nos seguintes países: Malásia e possivelmente em Brunei.
Os seus habitats naturais são: regiões subtropicais ou tropicais húmidas de alta altitude e rios.